# Мисионерска поза
Мисионерската поза е секс поза, при която мъжът е отгоре, а жената лежи по гръб, при което партньорите имат възможност да се гледат в очите, лице в лице. Терминът идва в български най-вероятно от английски, където според едно по-скоро митологично обяснение това е позата, която силно е защитавана „като правилна“ от християните мисионери на католицизма. Същата поза е имала различни наименования преди разпространението на фразата „мисионерска поза“. В действителност позата наистина е защитавана от теолога Тома от Аквино и други християнски автори като ползотворна за правенето на деца.

## Варианти
Позата има различни варианти, като при всички жената е по гръб, а мъжът – отгоре, съответно жената или е с разтворени крака, или краката обхващат партньора, или са вдигнати нагоре и т.н.